# Euxinipyrgula ukrainica
Euxinipyrgula ukrainica is een slakkensoort uit de familie van de Hydrobiidae. De wetenschappelijke naam van de soort is voor het eerst geldig gepubliceerd in 1987 door Alexenko & Starobogatov.